# Darrell Roberts
Darrell Roberts (Dayton; 22 de junio de 1974) es un guitarrista de heavy metal estadounidense. En el 2002 se unió a la agrupación californiana W.A.S.P. En el 2005 abandonó la banda para unirse a Five Finger Death Punch, saliendo de la misma en el 2009 y siendo reemplazado por Jason Hook. A finales de ese mismo año inició un nuevo proyecto titulado "Sintanic".

## Discografía

### Tuff
- History of Tuff (2001) - Guitarra en "American Hairband"

### W.A.S.P.
- Dying for the World (2002)
- The Neon God: Part 1 - The Rise (2004)
- The Neon God, Pt. 2: The Demise (2004)
- Dominator (2007) - Canción: "Deal With the Devil"

### Five Finger Death Punch
- The Way of the Fist (2007)